# Doktor obaju prava
Doktor obaju prava (lat. doctor utriusque juris ili juris utriusque doctor ili doctor juris utriusque) je naziv za znanstvenika koji je doktorirao civilno i crkveno pravo.
Ovaj je naslov bio uobičajen među katoličkim znanstvenicima srednjeg vijeka i ranog modernog doba.
Skraćenice za doktore obaju prava uključuju: JUD, IUD, DUJ, JUDr., DUI, DJU, Dr.iur .utr., dr.jur.utr., DIU, UJD i UID.

### Doktori obaju prava
Popis sadrži samo neke osobe:
- Toma Jederlinić,
- Benedikt XIV.,
- Thomas Bach,
- Domenico Ferrata,
- Pietro Gasparri.